# Dashtadem (Lori)
Dashtadem (in armeno Դաշտադեմ?) è un comune di 216 abitanti (2001) della Provincia di Lori in Armenia.